# Josyane Vanhoutte

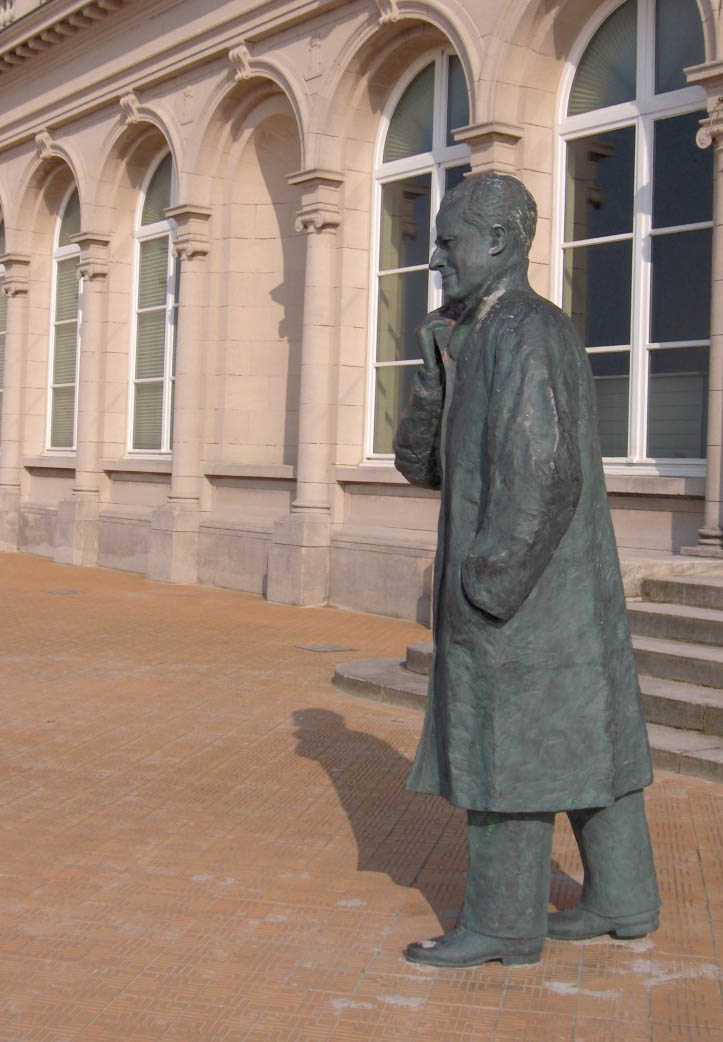
Koning Boudewijn

Josyane Vanhoutte (Oostende, 1946) is een  Belgisch beeldhouwer. Ze wordt ook vermeld als Josyanne en Josiane Vanhoutte en Josiane Van Houtte.

## Leven en werk
Josyane Vanhoutte werd opgeleid aan de kunstacademie in Oostende, onder leiding van beeldhouwer Paul Perneel. Ze maakt onder meer klassiek-figuratieve bustes en mens- en dierfiguren in brons en terracotta, maar werkt ook abstract.
Ter gelegenheid van het jaarlijks Stripfestival Middelkerke worden sinds 1997 langs de Zeedijk Stripstandbeelden geplaatst van Luc Couwenberghs, Luc Madau, Monique Mol, Valeer Peirsman en Vanhoutte. Zij maakte de beelden van Fanny Kiekeboe (2007), Cédric (2008), Marsupilami (2009) en De Rode Ridder (2010).

## Enkele werken
- 1996 buste van auteur Karel Jonckheere, Oostende.
- 1998 standbeeld van koning Boudewijn van België bij de Venetiaanse Gaanderijen in Oostende.
- 2005 buste van zangeres Lucy Loes aan de Visserskaai in Oostende.
- 2007 Fanny Kiekeboe, Zeedijk, Middelkerke.
- 2008 Cédric,Zeedijk, Middelkerke.
- 2008 buste van prinses Grace van Monaco, Monacoplein, Oostende.
- 2009 Marsupilami, Zeedijk, Middelkerke.
- 2010 De Rode Ridder, Zeedijk, Middelkerke.
- 2014 standbeeld van Elsie en Mairie, de Madonna's van Pervijze, in Ieper.
- buste van politicus Jan Piers, Oostende.
- buste van wielrenner Freddy Maertens, Lombardsijde.
- Fire man of Vuurvreter, brandweerkazerne Oostende.
- Paard en paardenhoofd bij de Wellingtonrenbaan, Koningin Astridlaan in Oostende.
- De roeier, Watersportbaan, Gent.
- Plankzeilen, Rauwse meren, Mol,

## Fotogalerij

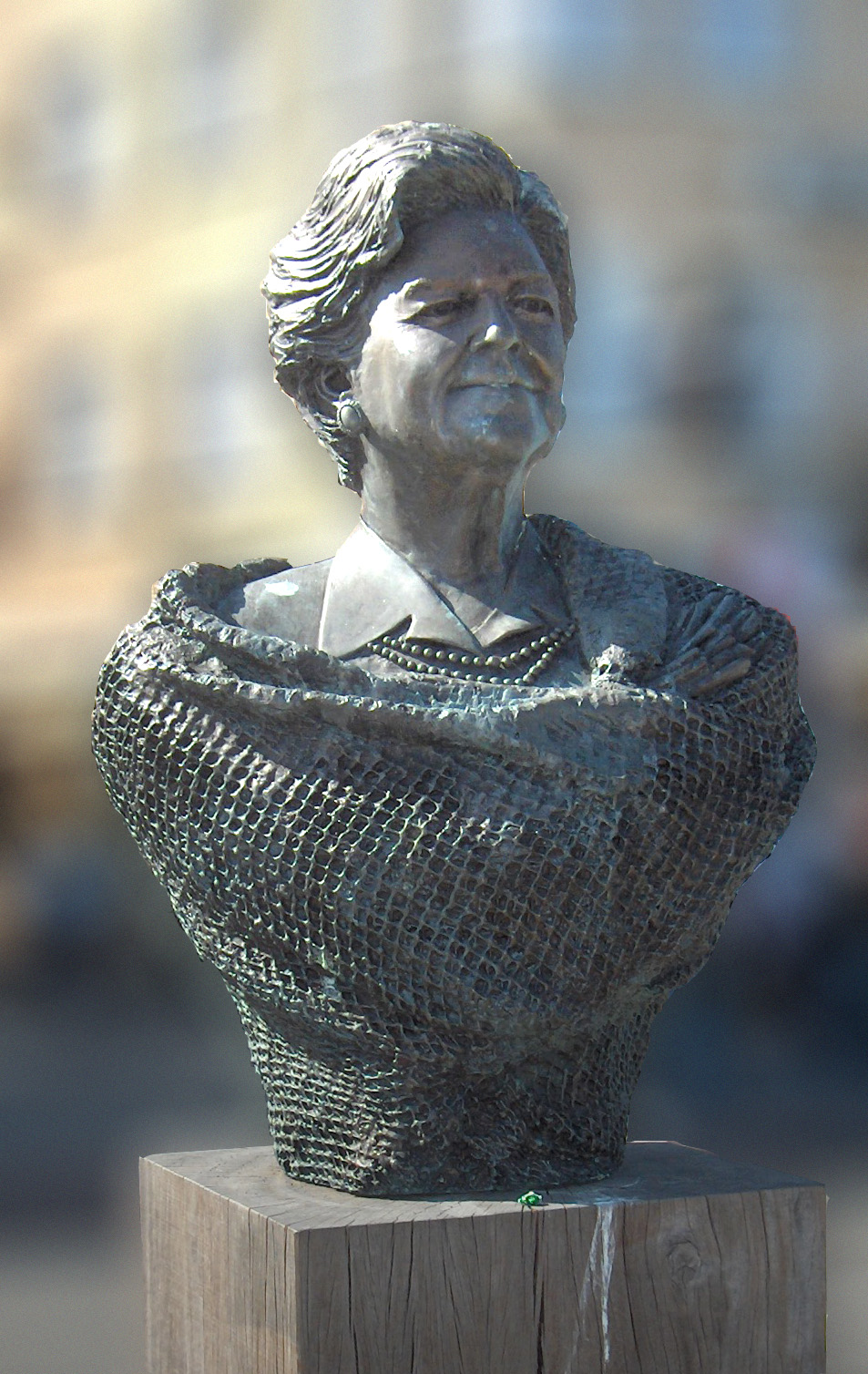
Buste van Lucy Loes (2005)
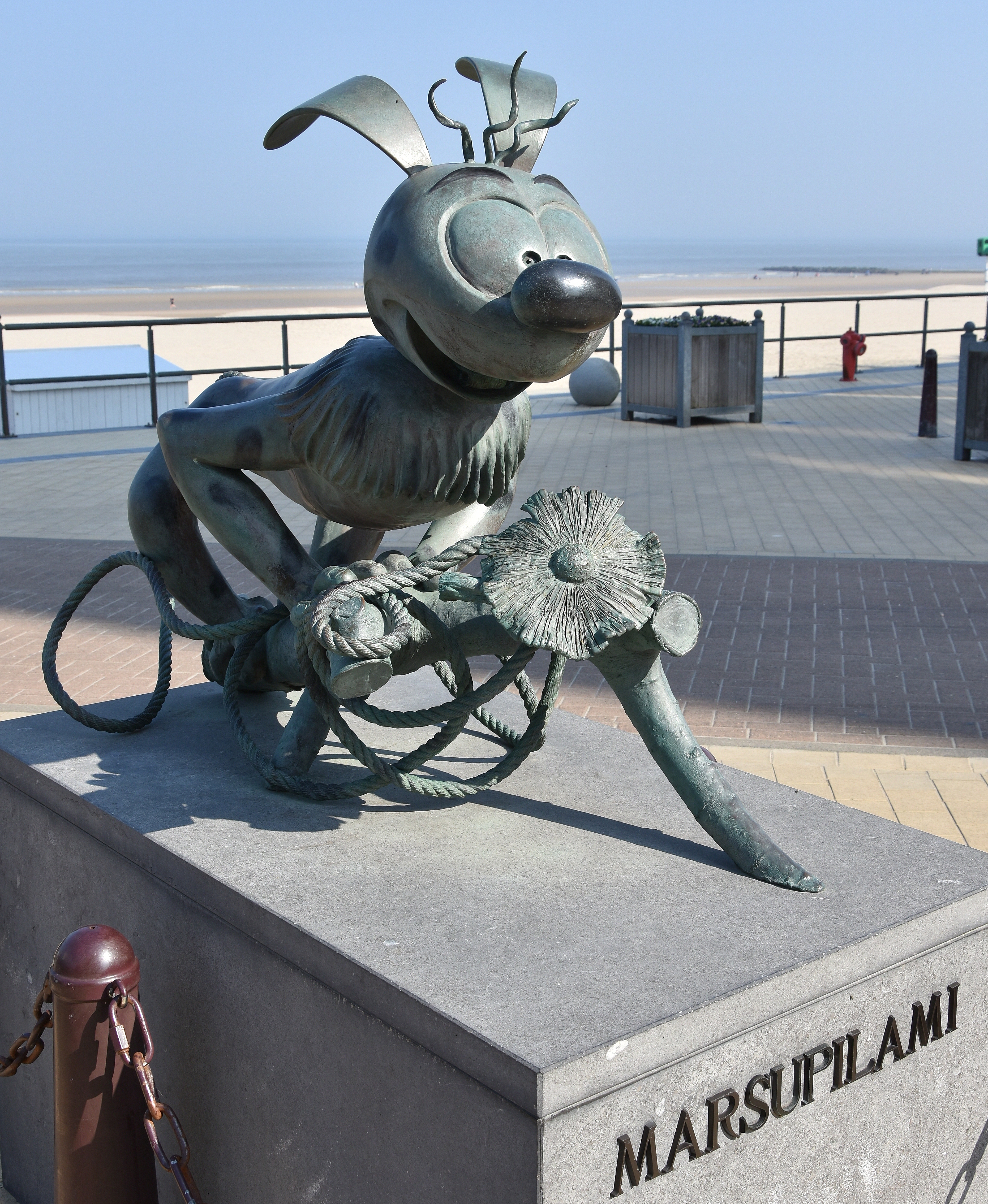
Marsupilami(2009)
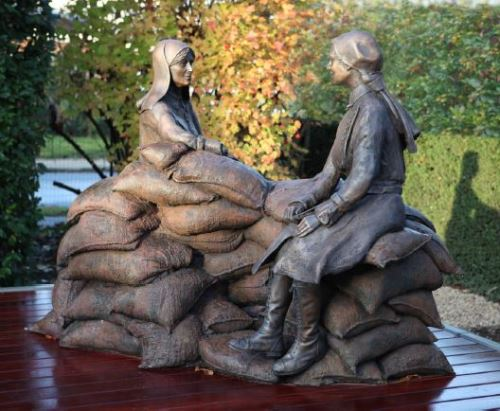
Elsie en Mairie (2014)
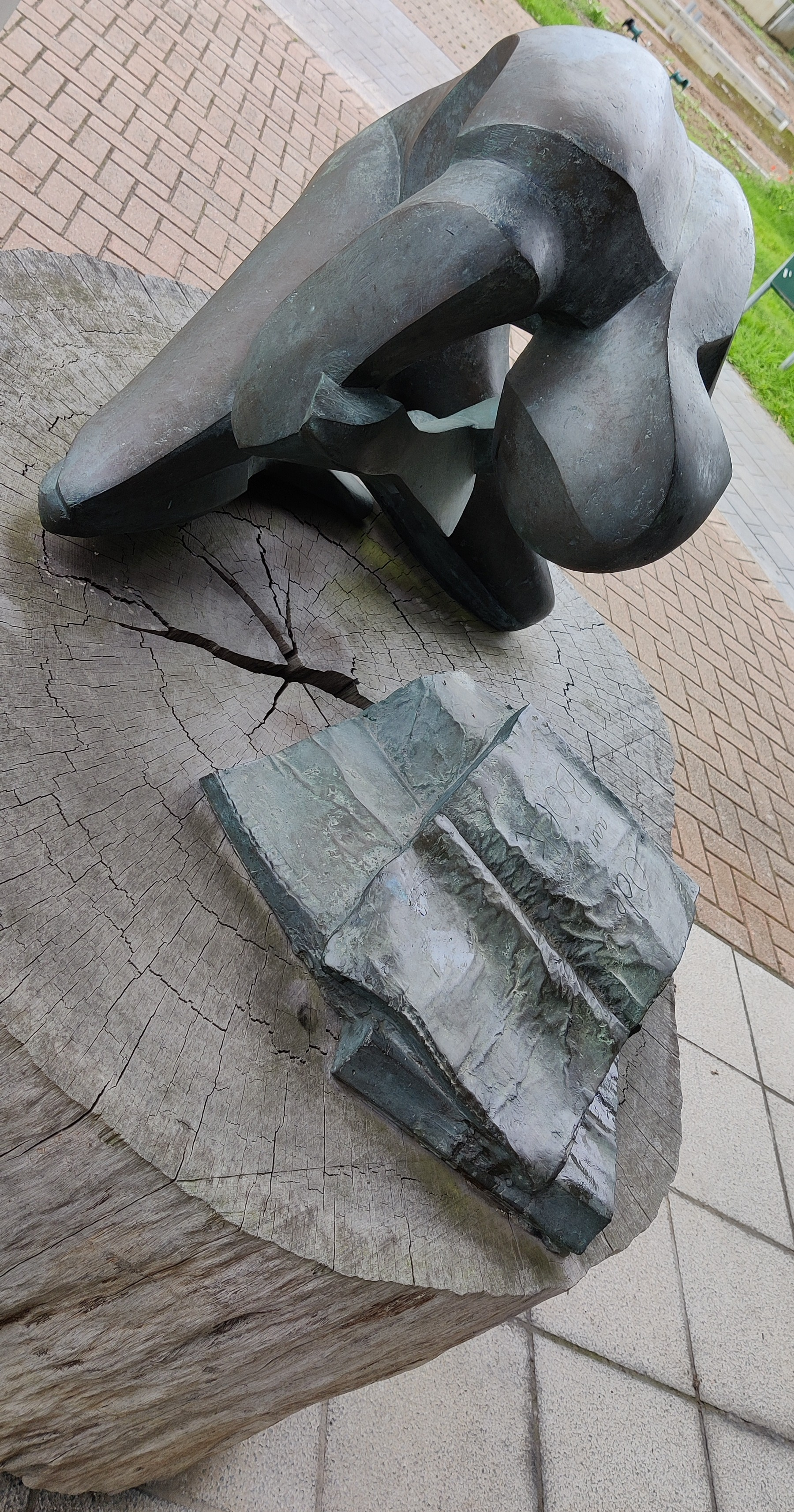
Ode aan het boek